# Samuel Hunter Christie
Samuel Hunter Christie, né le 22 mars 1784 à Londres et mort le 24 janvier 1865 à Twickenham, est un scientifique et mathématicien britannique.

## Biographie
Il a étudié les mathématiques au Trinity College de Cambridge. 
Il s'est particulièrement intéressé au magnétisme, a étudié le champ magnétique terrestre et a conçu des améliorations du compas magnétique. 
Certaines de ses recherches sur le  magnétisme ont été effectuées en collaboration avec Peter Barlow. Il est devenu membre de la Royal Society en 1826, et a été son secrétaire de 1837 à 1853. 
En 1833, il a publié sa méthode "diamant", précurseur du pont de Wheatstone, dans un article sur les propriétés électriques et magnétique des métaux, en tant que méthode pour comparer la résistance des fils de différentes section. Toutefois, la méthode est restée méconnue jusqu'en 1843, lorsque Charles Wheatstone l'a proposé, dans un autre article de la Royal Society, pour la mesure de résistance dans des circuits électriques. 
Bien que Wheatstone l'ait présenté comme l'invention de Christie, c'est son nom, plutôt que celui de Christie, qui est maintenant associé à l'appareil.
Christie a enseigné les mathématiques à l'Académie royale militaire de Woolwich de 1838 jusqu'à son départ à la retraite en 1854. Une photographie de Christie en 1865 par  Ernest Edwards  est détenue par la National Portrait Gallery. Il a eu dix enfants (cinq avec chacune de ses femmes), dont huit lui ont survécu. Son fils aîné était l'astronome William Henry Mahoney Christie (1845-1922).
Samuel Christie est le fils de James Christie, 1776-1825. Ce fut probablement le James Christie, qui en 1821 se décrit lui-même décrit comme un tailleur, de Leicester Square, mais avant de Newman Street, et qui est décédé en 1825 âgé de quatre-vingt-six ans. Une certaine confusion a apparemment été faite entre lui et James Christie, le commissaire-priseur. Mais, comme ce dernier a occupé une maison dans Pall Mall de 1768 jusqu'à 1803, et il est décédé au cours de cette année, il semble certain que le James Christie, qui a vécu à Leicester Square n'était pas le commissaire-priseur.

## Mariages
1. Elizabeth Theadora (décédée en 1844; source: (en) Posting on RootsWeb)
2. Margaret Ellen (mariage en 1844; source: (en) Woolwich churchyard inscription)